# Ljetna zasukica
Ljetna zasukica (ljetni zasučak; lat. Spiranthes aestivalis), vrsta trajnice iz porodice kačunovki, jedna je od vrsta u rodu zasukica. 

## Rasprostranjenost
Izvorni areal ove vrste je zapadna i srednja Europa do SZ. Afrika. Austohton a je u Njemačka; Švicarska; Austrija; Slovačka; Mađarska; Portugal; Španjolska; Francuska; Kanalski otoci; Korzika; Sardinija; Italija; Slovenija; Hrvatska; Bosna i Hercegovina; ?Grčka; Maroko; Alžir, dok je u Engleskoj, Belgiji i Nizozemskoj nestala.

## Opis
Spiranthes aestivalis je mala i diskretna biljka koja liči na Spiranthes spiralis, ali se razlikuje po linearnim listovima koji se uzdižu oko dna stabljike, ranijem razdoblju cvatnje i vlažnom okruženju.
Cvjetovi su sitni, cjevasti, slabog mirisa i raspoređeni u spiralu koja se uvija oko osi stabljike. Labelum je prilično izdužen i na rubu uvučen.
Ova biljka je vrlo rijetka i može se slučajno naći na punom svjetlu, na močvarnim livadama, tresetima ili primorskim dinama. Ova vrsta je ugrožena zbog prorijeđenosti svog okoliša. Zaštićena je na cijelom teritoriju Francuske.
Cvatnja traje od lipnja do kolovoza.

## Sinonimi
- S. aestivalis
- S. aestivalis
- S. aestivalis
- S. aestivalis